# Pietro Romani

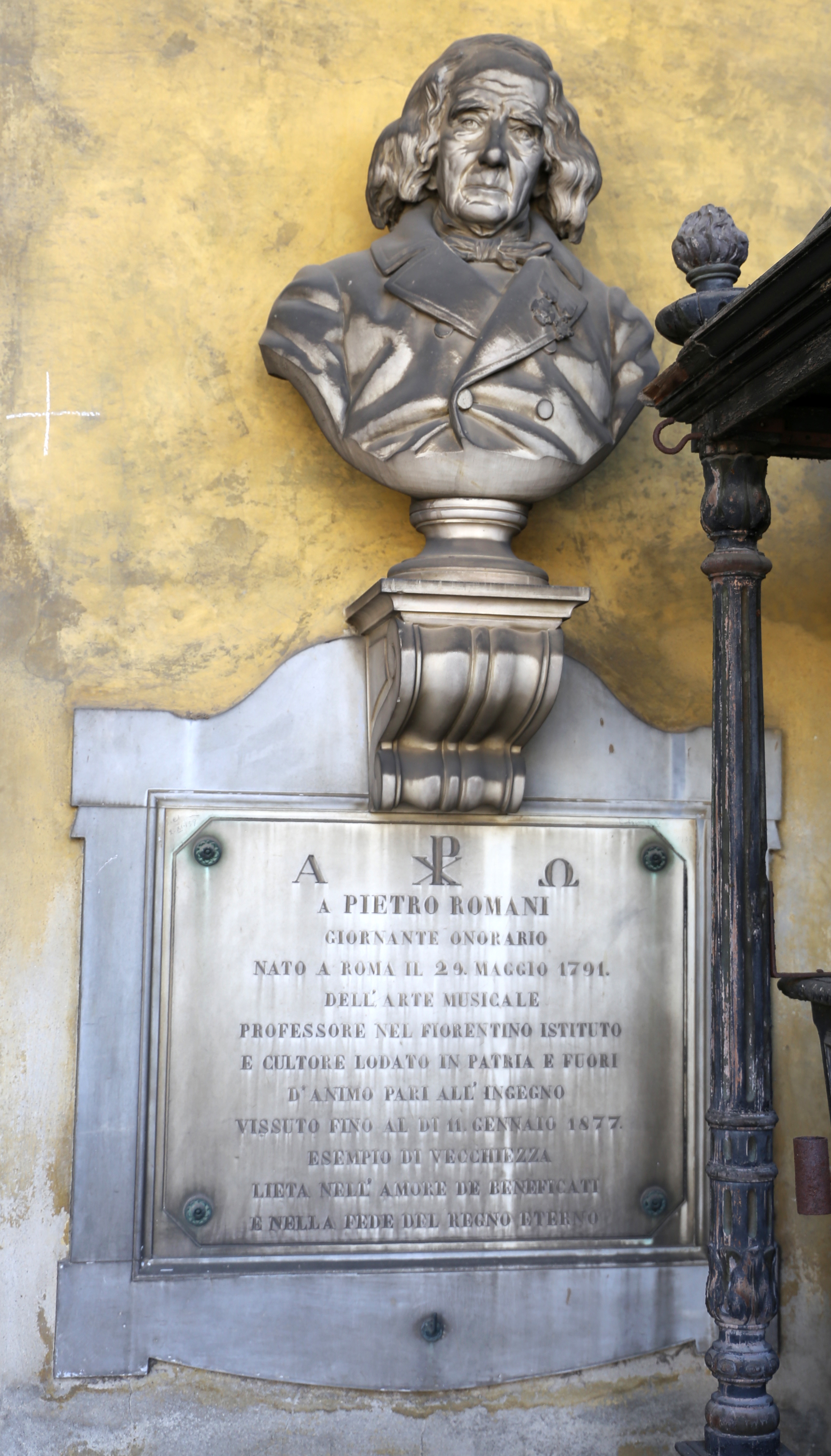
Das Grab von Pietro Romani auf dem Cimitero della Misericordia in Florenz

Pietro Romani (* 29. Mai 1791 in Rom; † 11. Januar 1877 in Florenz) war ein italienischer Dirigent, Komponist und Musikpädagoge.

## Leben und Werk
Pietro Romani Romani war Schüler seines Vaters Gaetano Romani und von Fedele Fenaroli.
Er wirkte viele Jahre als Gesanglehrer am Istituto Musicale und als Dirigent am Teatro della Pergola in Florenz.
Sein Debüt als Opernkomponist gab er mit der am 26. Dezember 1816 im Teatro Valle uraufgeführten Oper Il qui pro quo nach der gleichnamigen Tragikomödie von Gaetano Gasbarri. Nach den Augenzeugen Louis Spohr und Giacomo Meyerbeer war die Aufführung ein volles Fiasko, im Vergleich zu der wenige Tage später an gleicher Stelle uraufgeführten Oper La Cenerentola von Gioachino Rossini. In der Folge sollte er sich als Komponist vor allem auf Ballette konzentrieren.
Für die Aufführung von Gioachino Rossinis Il barbiere di Siviglia am Teatro della Pergola (1816) schrieb Romani für die Originalarie Bartolos die neue Arie Manca un foglio.
Neben den Balletten wie Gabriella di Vergy (Mailand 1822) und Ottavia (Mailand 1832), schrieb er nur noch die Oper Carlo Magno (Florenz 1823).